# Почта Донбасса
Государственное унитарное предприятие (ГУП) «Почта Донбасса» — оператор почтовой связи самопровозглашённой Донецкой Народной Республики.
В 2014 году на территории Донецкой области Украины Россия создала так называемое «государственное предприятие „Почта Донбасса“», которое стало оказывать почтовые услуги под контролем оккупационной администрации подконтрольной России Донецкой Народной Республики.
Создано 9 декабря 2014 года в Донецке указом Главы Донецкой Народной Республики Александра Захарченко на базе компании-оператора почтовой связи Украины «Укрпочта». Необходимость создания структуры была вызвана прекращением функционирования «Укрпочты» на неподконтрольной Киеву части территории Донецкой области Украины.
Работу «Почты Донбасса» курирует Министерство связи Донецкой Народной Республики. В декабре 2014 года начали свою работу первые пять почтовых отделений «Почты Донбасса». В марте 2015 года было открыто почтовое сообщение между самопровозглашёнными ДНР и ЛНР.
С учётом новых возможностей развития почтовой сферы «Почта Донбасса» оказывает различные услуги, связанные с отправлением и доставкой корреспонденции, посылок и грузов, с подпиской периодики, приёмом коммунальных платежей, выплатой пенсий и социальных пособий и т. д.

## Деятельность
Из-за непризнания Донецкой Народной Республики предприятие членом Всемирного почтового союза не является. В переходный период (до осени 2015 года) использовались почтовые марки, выпущенные «Укрпочтой», с собственным гашением.

## История
Государственное унитарное предприятие «Почта Донбасса» создано согласно Приказу Министерства информации и связи Донецкой Народной Республики № 15 от 10 октября 2014 года с целью обеспечения общественных потребностей физических и юридических лиц в предоставлении услуг почтовой связи, а с 22 июля 2015 года согласно Постановлению Совета Министров ДНР № 13-21 от 22.07.2015 года является Республиканским оператором почтовой связи.
В 2014 году работали 124 ОПС, которые специализировались на оказании услуг по доставке социальной помощи населению.
В течение сентября — декабря 2014 года через систему отделений «Почты Донбасса» инвалидам, живущим на территории ДНР, осуществлялась выплата социальных пособий.
С апреля 2015 года в соответствии с Указом Главы ДНР № 119 от 25.03.2015 года «Почтой Донбасса», наравне с Центральным Республиканским банком ДНР, осуществляется регулярная выплата пенсий и пособий населению. Так, за июнь 2015 года через эту почтовую систему пенсионерам ДНР было выплачено более 1 млрд рублей, а за июль — около 2 млрд.
С марта 2015 года согласно Приказу Министерства связи ДНР № 10 от 17.03.2015 года ГП «Почта Донбасса» начала сотрудничество с Государственным унитарным предприятием «Почта ЛНР» в сфере предоставления почтовых услуг населению.
С октября 2016 года в соответствии с Указом Главы ДНР № 313 от 21.09.2016 года ГП «Почта Донбасса» уполномочена на выплату пособий на погребение.
В 2016 году общий объём письменной корреспонденции составил 189 188 единиц, общий объём посылок — 14 123 единиц, периодических печатных изданий — 2 184 739 единиц; 3 685 661 человек получили пенсии и соцпособия.

## Структура
По состоянию на начало 2021 года ГУП «Почта Донбасса» насчитывает 239 отделений.
На сегодняшний день центры почтовой связи ГУП «Почта Донбасса» открыты в городах Донецк, Горловка, Снежное, Енакиево, Макеевка и посёлке городского типа Старобешево; всего полноценно функционируют 227 отделений почтовой связи.
На данный момент в ГУП «Почта Донбасса» трудится порядка 1600 человек.
Индексы почтовых отделений 28xxxx (входящие в единую шестизначную систему с почтовыми индексами Абхазии, России, Белоруссии, Кыргызстана, Таджикистана, Туркменистана и Южной Осетии), где 8xxxx — бывший украинский индекс.

## Позиция «Укрпочты»
Исполняющий обязанности генерального директора «Укрпочты» Игорь Ткачук в августе 2015 года сообщил журналу «Forbes Украина»:
С почтой, которая начала работать в так называемых „республиках“ на неподконтрольной Украине территории, никаких взаимных пересечений у „Укрпочты“ нет и быть не может. Мы не признаём их… Мы не осуществляем свою работу там, иначе мы легитимизируем оккупанта.

## Филателистическая продукция

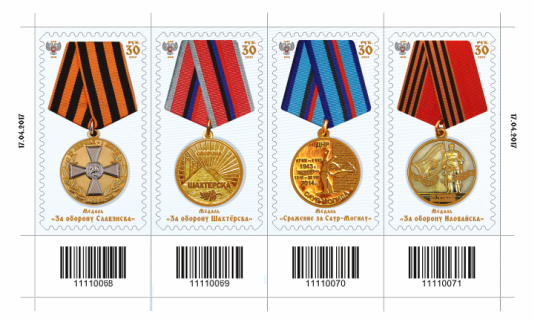
Серия почтовых марок «Боевые награды Министерства обороны Донецкой Народной Республики»

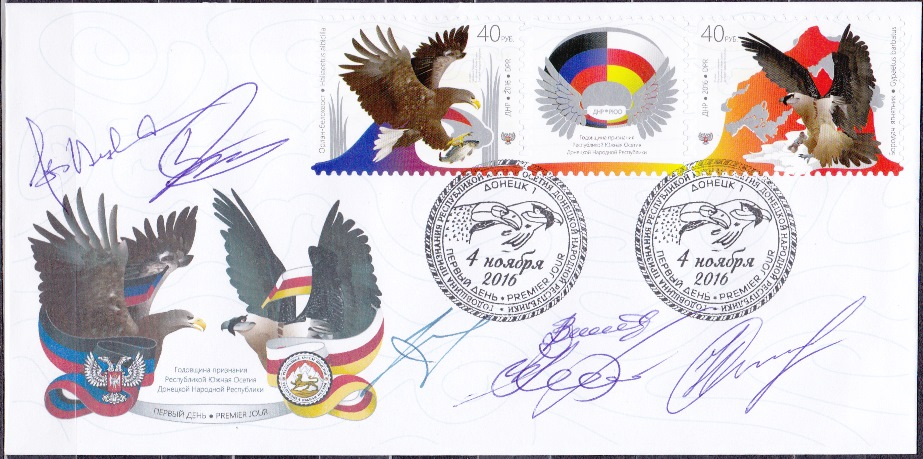
Совместный почтовый выпуск ДНР и Республики Южная Осетия, посвящённый второй годовщине установления отношений между республиками

С марта 2015 года готовился выпуск собственных почтовых марок.

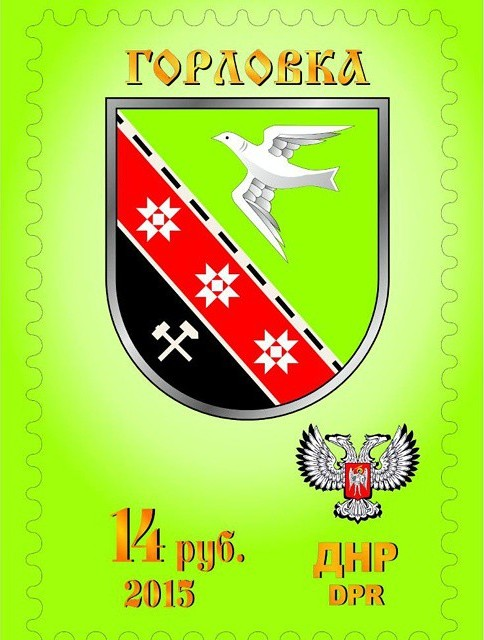
Горловка
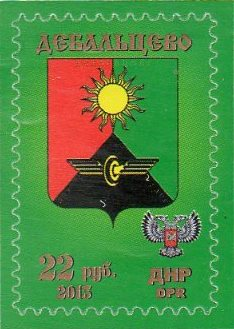
Дебальцево
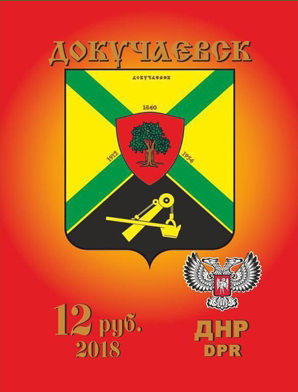
Докучаевск
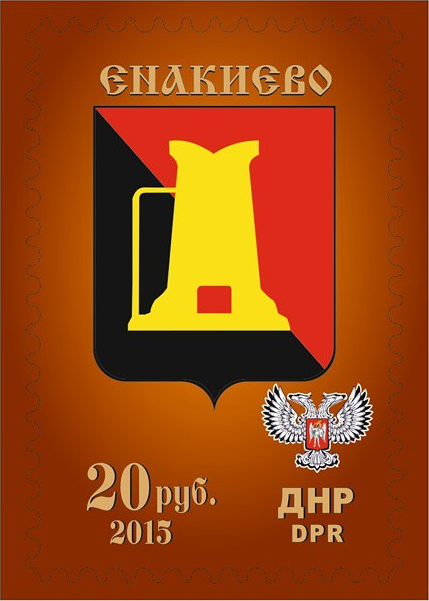
Енакиево
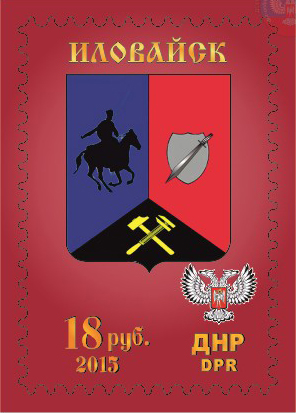
Иловайск
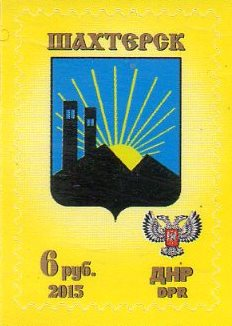
Шахтёрск
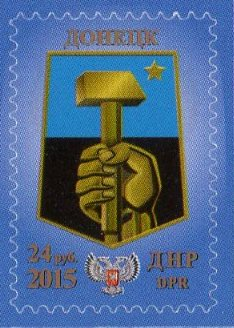
Донецк
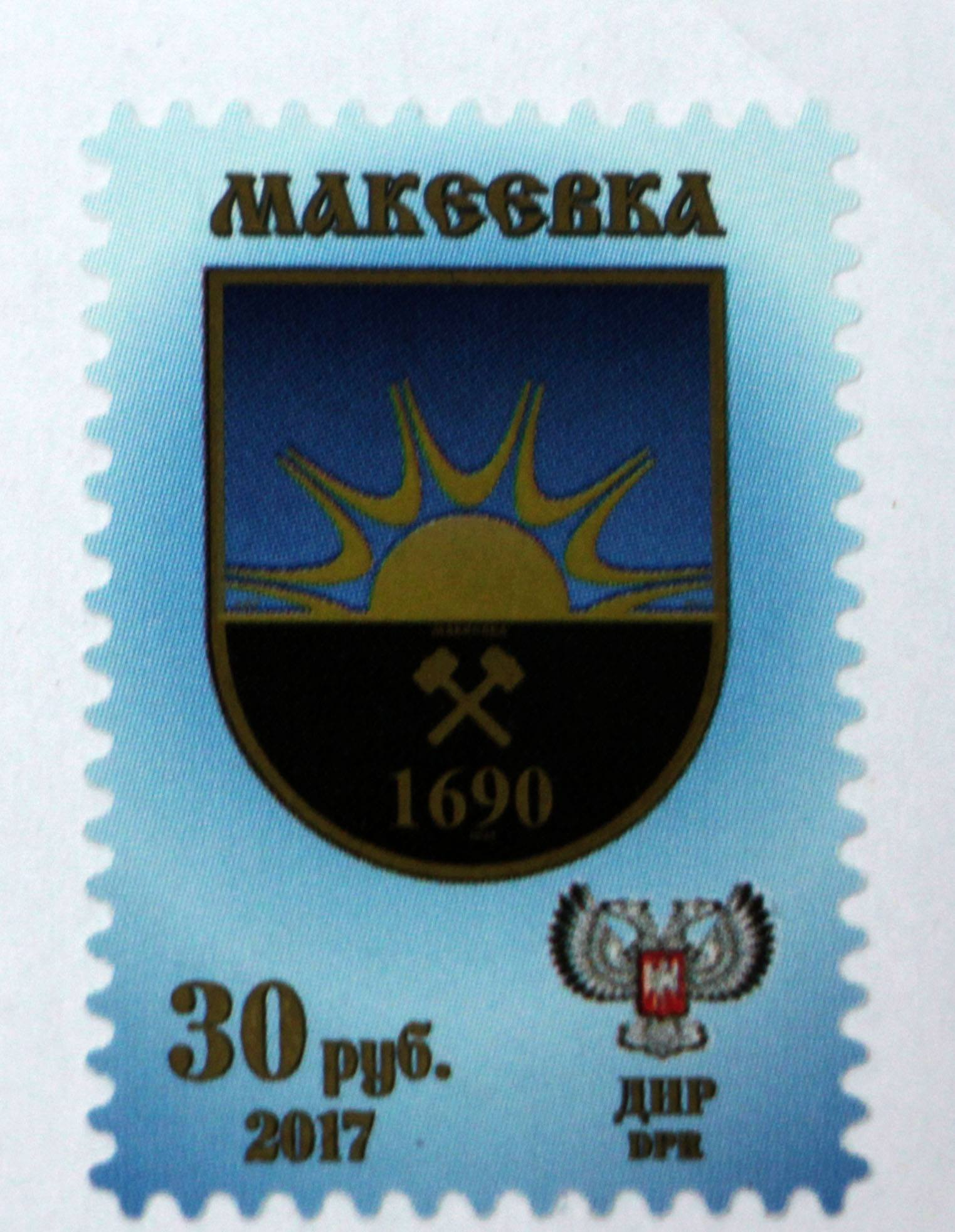
Макеевка
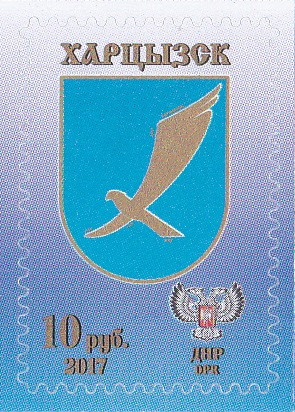
Харцызск
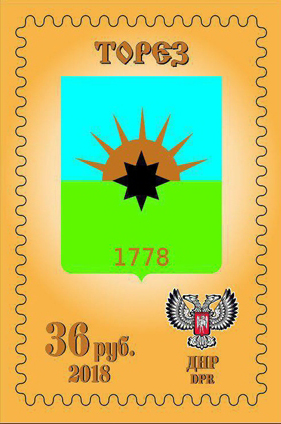
Торез
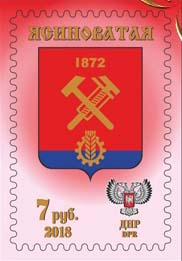
Ясиноватая

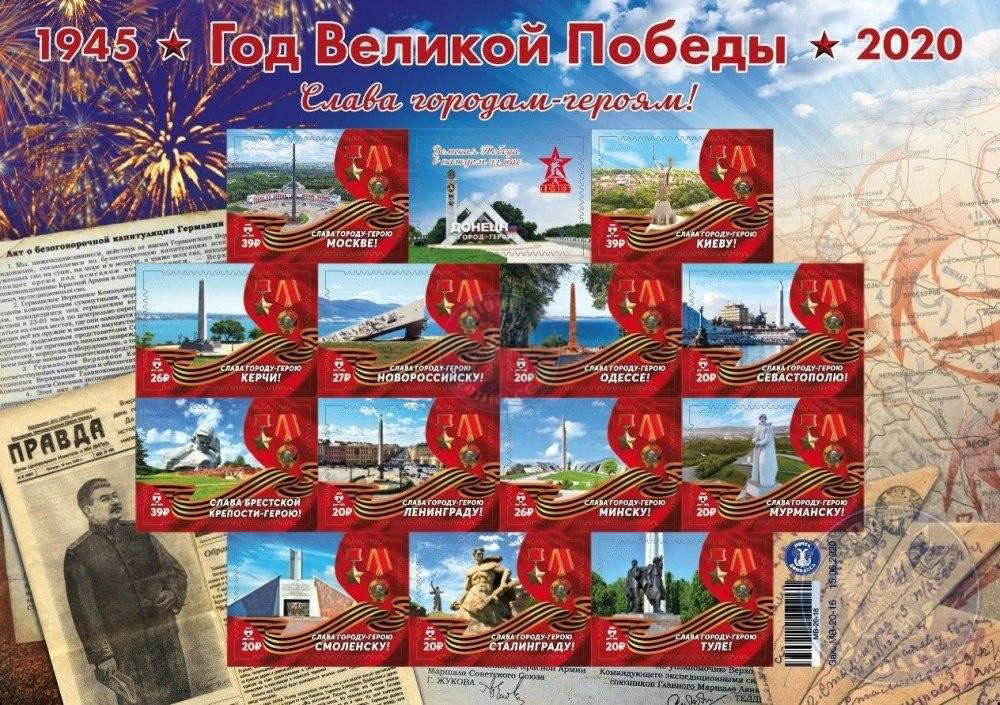
Почтовый блок ДНР «Год Великой Победы 1945—2020». Композиция из 14 марок серии «Города-Герои».
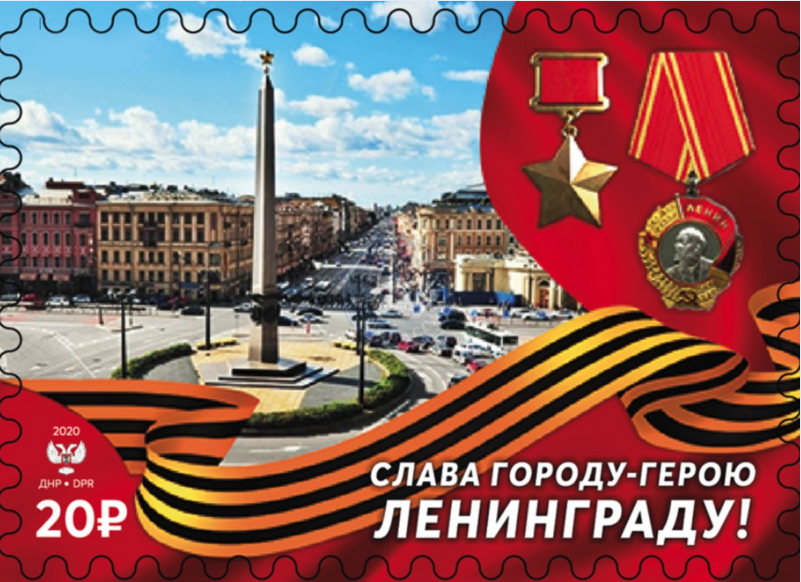
Почтовая марка ДНР из серии «Города-герои» (Ленинград), 2020
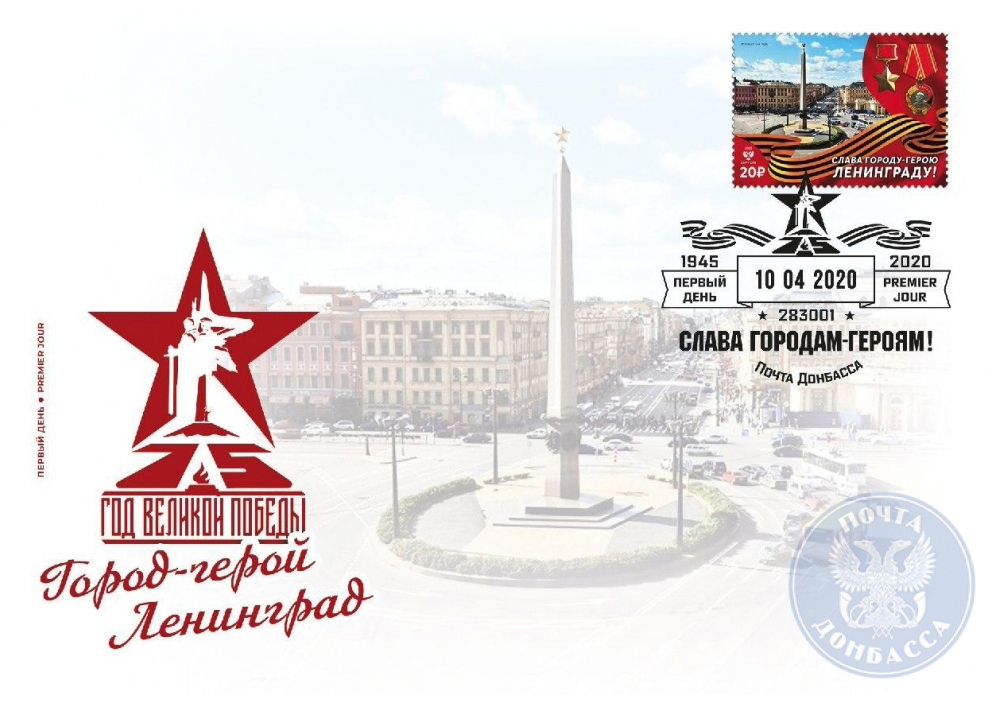
Конверт первого дня почты ДНР — «Город-Герой Ленинград» 2020 года
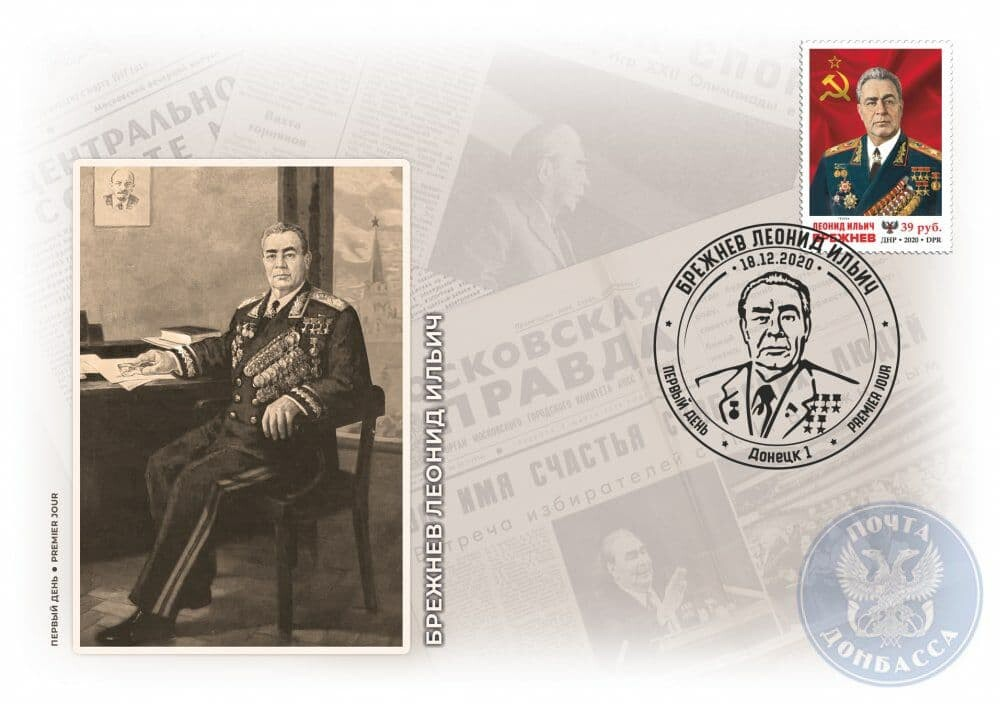
Леонид Брежнев на почтовой марке из серии «Выдающиеся люди», 2020
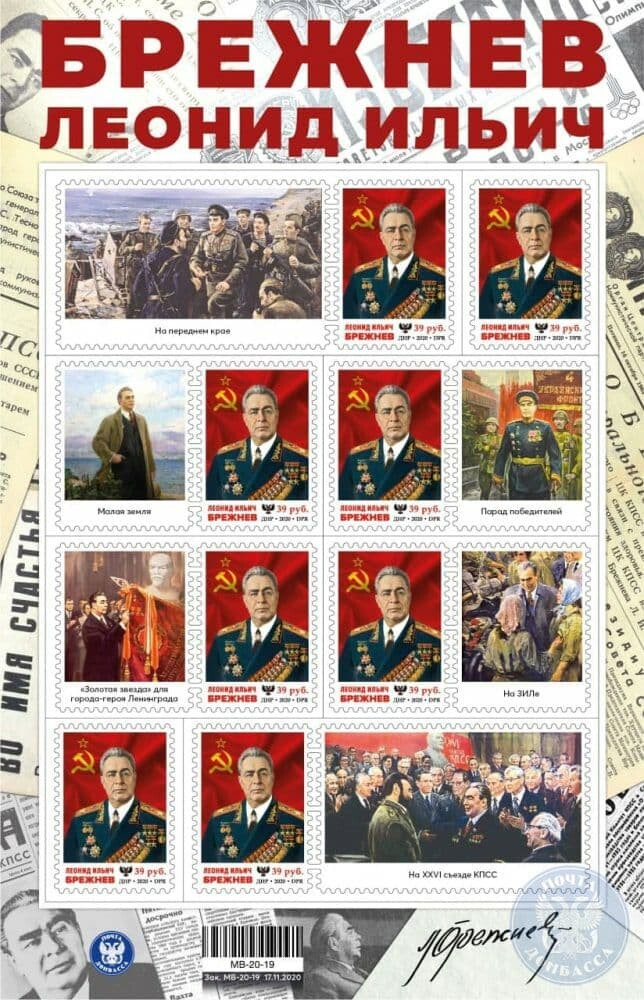
Почтовый блок, посвящённый Леониду Брежневу из серии «Выдающиеся люди», 2020